# Carlos Martínez Mínguez
Carlos Martínez Mínguez (Soria, 28 de junio de 1973) es un político español, actual alcalde de Soria, secretario general del PSOE de Castilla y León y miembro del Comité Europeo de las Regiones.

## Biografía
Nacido en Soria. Se afilió al PSOE a los veintitrés años. Formó parte de la lista de su partido al Ayuntamiento de Soria en 1999, resultando elegido concejal en un gobierno municipal entre PSOE, IU y ASI, asumiendo las concejalías de Medio Ambiente, Cultura y Festejos. En 2003 tras la pérdida de la alcaldía en las municipales, fue portavoz del PSOE en el Ayuntamiento de Soria, cargo que compatibilizó con el de procurador por Soria en las Cortes de Castilla y León. 
Ha sido secretario provincial del PSOE de Soria desde 2002 a 2017. Carlos Martínez Mínguez es en la actualidad alcalde de Soria por el Partido Socialista, cargo que desempeña desde 2007. Ésta es su quinta legislatura al haber conseguido revalidar su cargo con cuatro mayorías absolutas en 2011, 2015, 2019 y 2023. Fue miembro del equipo de Carme Chacón durante la elección del secretario general del PSOE en su 38.º Congreso.
Desde enero de 2024, Carlos Martínez es miembro del Comité Europeo de las Regiones (Cdr), asamblea consultiva que reúne a los representantes locales y regionales de la Unión Europea, dando voz directa a los entes subnacionales dentro del marco institucional de la UE, y miembro activo de las Comisiones COTER (Comisión de Política de Cohesión Territorial y Presupuesto de la UE) y ECON (Comisión de Política Económica). Ha participado en los dictámenes del CdR sobre reparto de fondos de cohesión para que el factor de la despoblación se tuviera en cuenta. También trabaja en la elaboración de un dictamen sobre competitividad territorial.
También es vocal de la cámara local del Consejo de Poderes Locales y Regionales (CPLRE), uno de los órganos principales del Consejo de Europa (enero 2024-actualidad). 
Tras el Congreso Mundial de CGLU (Ciudades y Gobiernos Locales Unidos) y la Cumbre Mundial de Líderes Locales y Regionales celebrado en Daejeon en octubre de 2022, fue elegido Enviado Especial para la Nueva Agenda Urbana ante la ONU. CGLU es la mayor organización de gobiernos subnacionales del mundo, con más de 240 000 miembros en más de 140 Estados miembros de las Naciones 
Como presidente del organismo mundial CGLU, en abril de 2022, se convirtió en el tercer alcalde español, tras Pasqual Maragall y Patxi Lazcoz, en pronunciar un discurso en el Plenario de las Naciones Unidas en Nueva York.  
Además de embajador especial para la Nueva Agenda Urbana ante la ONU, es Miembro del Buró y del Consejo Mundial de CGLU, copresidente del Consejo Político sobre la nueva agenda urbana y Miembro del Foro de Ciudades Intermedias de CGLU. También es miembro del comité político del Consejo de Municipios y Regiones de Europa (CMRE). Esta entidad representa a más de 150 000 municipios de 60 asociaciones nacionales de gobiernos locales y regionales de 41 de los 47 países pertenecientes al Consejo de Europa, incluyendo todos los Estados miembros de la Unión Europea.  

## Cargos desempeñados
- Concejal en el Ayuntamiento de Soria (1999-2007).
- Secretario general del PSOE de Soria (Desde 2002 a 2017).
- Procurador por Soria en las Cortes de Castilla y León (2003-2007).
- Portavoz del Grupo Municipal Socialista en el Ayuntamiento de Soria (2003-2007).
- Alcalde de Soria (desde 2007 a la actualidad).
- Secretario general del PSOE de Castilla y León tras la validar el 9 de enero de 2025 la Comisión de Ética y Garantía de PSCYL su precandidatura y no registrarse ningún otro aspirante.
- Miembro del Comité Europeo de las Regiones.
- Integrante de las Comisiones COTER y ECON.
- Vocal de la cámara local del Consejo de Poderlos Locales y Regionales.
- Enviado especial  para la Nueva Agenda Urbana ante la ONU tras el Congreso de CGLU.
- Vicepresidente de la comisión internacional de la FEMP.
- Miembro del comité político del Consejo de Municipios y Regiones de Europa.